# Chód na 20 kilometrów
Chód na 20 kilometrów – jedna z konkurencji chodziarskich rozgrywanych na igrzyskach olimpijskich i na mistrzostwach świata (zarówno przez mężczyzn, jak i przez kobiety, dla których jest to jedyny dystans chodziarski rozgrywany na najważniejszych zawodach).
Dystans ten jest w przeciwieństwie do 50 kilometrów uważany za dystans dość krótki w którym oprócz wytrzymałości liczy się także umiejętność przyspieszenia w odpowiednim momencie. Rekord świata na tym dystansie należał od 23 sierpnia 2003 do reprezentanta Ekwadoru – Jeffersona Pereza i wynosił 1:17:21. 29 września 2007 wynik ten poprawił w Sarańsku podczas finałowych zawodów Challenge IAAF Rosjanin Władimir Kanajkin – 1:17:16. 8 czerwca 2008 w Sarańsku Siergiej Morozow przeszedł 20 km w czasie 1:16:43, jednak wynik ten nie został zatwierdzony jako rekord świata. 8 marca 2015 Francuz Yohann Diniz ustanowił nowy rekord globu – 1:17:02, natomiast tydzień później ten rezultat poprawił podczas mistrzostw Azji w chodzie Yūsuke Suzuki – 1:16:36. Osiągnięcie rodaka poprawił blisko 10 lat później Toshikazu Yamanishi – 1:16:10. Rekordzistką świata wśród kobiet jest Chinka Yang Jiayu (20 marca 2021) – 1:23:49.

## Najlepsi zawodnicy wszech czasów
Poniższa tabela przedstawia listę najlepszych chodziarzy na 20 kilometrów w historii tej konkurencji (stan na 16 lutego 2025).
8 czerwca 2008 w Sarańsku Siergiej Morozow uzyskał wynik 1:16:43, jednak został on anulowany z powodu wykrycia u zawodnika niedozwolonych środków.
zobacz więcej na stronach World Athletics (ang.) [dostęp 21 marca 2021].
zobacz więcej na stronach worldathletics.org (ang.) [dostęp 16 lutego 2025].

## Polscy finaliści olimpijscy (1-8)

### mężczyźni
- 1. Robert Korzeniowski 1:18:59 2000
- 7. Jan Ornoch 1:32:01.6 1972
- 7. Bohdan Bułakowski 1:28:36.3 1980
- 8. Robert Korzeniowski 1:21:13 1996

## Polscy finaliści mistrzostw świata (1-8)

### mężczyźni
- 7. Benjamin Kuciński 1:20:34 2005

### kobiety
- 5. Katarzyna Radtke 1:31:34 1999
- 2. Katarzyna Zdziebło 1:27:31 2022

## Polacy w dziesiątkach światowych tabel rocznych

### mężczyźni
- 1975 – 8. Jan Ornoch, 1:26:30.0
- 1990 – 8. Robert Korzeniowski, 1:19:32
- 1992 – 4. Robert Korzeniowski, 1:19:14
- 1998 – 7. Robert Korzeniowski, 1:19:36
- 1999 – 3. Robert Korzeniowski, 1:18:40
- 2000 – 4. Robert Korzeniowski, 1:18:22
- 2002 – 6. Robert Korzeniowski, 1:19:40
- 2003 – 8. Robert Korzeniowski, 1:19:11
- 2004 – 6. Robert Korzeniowski, 1:19:02

### kobiety
- 1998 – 3. Katarzyna Radtke, 1:31.46

## Polacy w rankinguTrack & Field News

### mężczyźni
- 1972: 8. Jan Ornoch
- 1974: 10. Jan Ornoch
- 1975: 9. Jan Ornoch
- 1990: 6. Robert Korzeniowski
- 1991: 10. Robert Korzeniowski
- 1993: 6. Robert Korzeniowski
- 1996: 8. Robert Korzeniowski
- 1998: 5. Robert Korzeniowski
- 1999: 5. Robert Korzeniowski
- 2000: 1. Robert Korzeniowski
- 2001: 5. Robert Korzeniowski
- 2003: 4. Robert Korzeniowski
- 2004: 5. Robert Korzeniowski

### kobiety
- 1999: 7. Katarzyna Radtke